# 옌닝
옌닝 ( 중국어 간체자: 颜宁 ; 1977년 11월 21일~)은 중국의 구조 생물학자이자 선전 의학 과학원의 설립 학장이다. 그녀는 막 수송과 지질 대사에 대한 구조적, 화학적 기초를 연구했으며, 프린스턴 대학의 분자 생물학과 Shirley M. Tilghman 교수로 재직했다.

## 어린 시절과 교육
옌닝은 1977년 산둥성 지난 장추에서 태어났다. 그녀는 2000년 칭화(淸華)대학 생물과학생명공학부에서 학사 학위를 받았다. 2000년 중국 명문 칭화대학교 생물학과를 졸업하고 미국 프린스턴 대학으로 유학을 떠났다. 2004년에는 분자 생물학을 공부하고 프린스턴대 박사학위를 받았고 분자생물학 박사후 과정을 시작했다. 2005년에는 과학저널 ‘사이언스’가 꼽은 청년과학자상을 받았으 2007년 칭화대가 옌닝을 박사생 지도 교수로 초청하여 옌닝은 30세의 나이로 칭화대학교 최연소 정교수로 임명됐다.
그녀의 박사 논문 제목은 "초파리와 예쁜꼬마선충의 세포사멸 경로 조절에 대한 생화학적 및 구조적 해부"이다. 그녀는 2007년까지 프린스턴에서 프로테아제의 구조적 특성에 초점을 맞춰 박사 후 과정을 계속했다.

## 경력
2007년, 그녀는 당시 생물학과 학과장 자오난밍의 초청으로 칭화대학교으로 돌아왔고, 30살의 나이로 그녀는 칭화대학의 최연소 교수이자 박사과정 지도교수가 되었다.
칭화의 고문. 그녀의 연구는 포도당 수송체 GLUT1 전압 개폐 나트륨 및 칼슘 채널로 대표되는 막 수송 단백질의 구조와 메커니즘에 초점을 맞췄다.
2017년, 옌닝은 칭화대를 떠나 프린스턴 대학에 입학하기로 결정했다. 이 움직임은 중국에서 많은 관심을 얻었고 과학계와 일반 대중 모두에게서 전국적인 논의를 이끌었다. 그녀가 일련의 블로그에서 고위험 연구를 지원하기를 꺼리는 중국 국가자연과학재단의 태도를 비판하며 중국의 학문적 체계 하에서 그녀가 하고 싶었던 것을 하기가 어려웠기 때문이라고 추측되었다. 그러나 옌닝은 나중에 이 주장을 부인하고 "환경을 바꾸는 것은 학문적 돌파구를 위한 새로운 압력과 영감을 가져올 수 있습니다"라고 말했다.
옌닝 박사는 여러 연구를 통해 많은 상을 받았다. 그녀는 2012~2017년에 HHMI 국제 초기 경력 과학자였으며, 2015년 Protein Society Young Investigator Award, Beverley & Raymond Sackler 생물물리학 국제상, 2016년 막 수송 단백질에 대한 GRC의 Alexander M. Cruickshank Award를 수상했다. 2018년 FAOBMB 연구 우수상, 2019년 Weizmann Women & Science Award를 수상했다. 옌닝은 2019년 4월 미국 국립과학원의 해외 준회원으로 선출되었고 2021년에는 미국 예술과학아카데미 회원으로 선출되었다
2022년 11월 1일 선전 세계 혁신 인재 포럼에서 연설 중 프린스턴 대학교 직위를 사직하고 중국으로 돌아가 심천 의학 과학원의 설립 학장이 될 것이라고 발표했다. 2022년 12월, 그녀는 프린스턴 대학교에서 사직하고 중국으로 돌아와 새로운 직책을 맡았다
프린스턴과 중국 번역에 복귀할 것이라고 발표했다.2022년 12월 프린스턴에서 사임했고, 그녀는 새로운 입장을 받아들였다.
2022년 12월, 그녀는 프린스턴 대학을 사임하고 중국으로 돌아와 새로운 직책을 맡았다.
2023년 3월 22일, Shenzhen Bay Laboratory의 소장으로 임명되었다.

## 명예와 수상

### 2019
- 국립과학원 외국인 준회원, 국립과학원[16]
- 와이즈만 여성 과학상, 와이즈만 과학 연구소[17]

### 2018
- FAOBMB 우수상, 아시아 및 오세아니아 지역 생화학 및 분자 생물학 전국 학회 연맹[18]

### 2017년
- 중국 생물의학 기초 연구 분야 Wu-Janssen 상[19]
- 칭화대학교 강의상[19]

### 2016년
- 막 수송 단백질에 관한 Gordon 연구 회의에서 Alexander M. Cruickshank 상 : 분자에서 의학까지[19]

### 2015년
- The Protein Science Young Investigator Award, Protein Society[20]
- 텔아비브 대학교 생물물리학 부문 레이먼드 앤 비벌리 새클러 국제상[21]

### 2014년
- Promega 생화학 부문 상, Promega[19]
- 중국 교육부 청 공학자[19][22]
- 중국 과학기술 발전에 대한 이호릉호상[19][23]

### 2012년
- Howard Hughes Medical Institute 국제 조기 경력 과학자, HHMI[19]
- 중국 “여성과학인”상[19]
- 중국 생명과학 혁신 부문 CC Tan 상[19]

### 2011년
- 중국 국가 우수 젊은 과학자상[19]

### 2006년
- 젊은 과학자 상(북미 지역 우승자), AAAS/Science 및 GE